# الطيب (أسماء الله الحسنى)
الطيب هو من أسماء الله الحسنى المختلف عليها، فذكره ابن منده ، وابن العربي ، و ابن عثيمين ، في تعدادهم لأسماء الله الحسنى ، ولم يذكره : سفيان بن عيينة ، والخطابي ، والحليمي ، والبيهقي ، وابن حزم ، والقرطبي ، وابن القيم ، وابن حجر ، والسعدي.

## في السنة النبوية
ورد في حديث أبي هريرة قال: قال رسول الله صلى الله عليه وسلم: 
| الطيب (أسماء الله الحسنى) | ياأَيُّهَا النَّاسُ ؛ إِنَّ اللَّهَ طَيِّبٌ لَا يَقْبَلُ إِلَّا طَيِّبًا، وَإِنَّ اللَّهَ أَمَرَ الْمُؤْمِنِينَ بِمَا أَمَرَ بِهِ الْمُرْسَلِينَ، فَقَالَ: (يا أَيُّهَا الرُّسُلُ كُلُوا مِنْ الطَّيِّبَاتِ وَاعْمَلُوا صَالِحًا إِنِّي بِمَا تَعْمَلُونَ عَلِيمٌ), وقال: ( يَا أَيُّهَا الَّذِينَ آمَنُوا كُلُوا مِنْ طَيِّبَاتِ مَا رَزَقْنَاكُمْ) ثُمَّ ذَكَرَ الرَّجُلَ يُطِيلُ السَّفَرَ، أَشْعَثَ أَغْبَرَ، يَمُدُّ يَدَيْهِ إِلَى السَّمَاءِ، يَا رَبِّ، يَا رَبِّ، وَمَطْعَمُهُ حَرَامٌ، وَمَشْرَبُهُ حَرَامٌ، وَمَلْبَسُهُ حَرَامٌ، وَغُذِيَ بِالْحَرَامِ، فَأَنَّى يُسْتَجَابُ لِذَلِكَ | الطيب (أسماء الله الحسنى) |

 ، وقيل أن هذا الحديث ليس فيه إثبات أن الطَّيِّبِ من أسماء الله الحسنى ، بل فيه إثباته من الصفات.

## الأقوال في معناه
- قال القاضي عياض: «الطيب في صفة الله تعالى بمعنى المنزه عن النقائص وهو بمعنى القدوس، وأصل الطيب: الزكاة والطهارة والسلامة من الخبث[7]»
- قال ابن القيم : «وكذلك قوله: « الطيبات » فهي صفه الموصوف المحذوف, أي: الطيبات من الكلمات والأفعال والصفات والأسماء؛ لله وحده, فهو طيب, وأفعاله طيبة, وصفاته أطيب شيء, وأسماؤه أطيب الأسماء, واسمه الطيب, لا يصدر عنه إلا طيب, ولا يصعد إلا طيب, ولا يقرب منه إلا طيب, فكلِمه طيب, وإليه يصعد الكلم الطيب, وفعله طيب, والعمل الطيب يعرج إليه, فالطيبات كلها له, ومضافة إليه, صادرة عنه, ومنتهية إليه, قال النبي ﷺ : «إِنَّ اللَّهَ طَيِّبٌ لَا يَقْبَلُ إِلَّا طَيِّبًا[8]»

## المصدر
1. ↑  الطيب من أسماء الله الحسنى - فتوى إسلام ويب نسخة محفوظة 18 مايو 2017 على موقع واي باك مشين.
2. ↑  معتقد أهل السنة في أسماء الله الحسنى لمحمد بن خليفة التميمي (ص/157)
3. ↑  القرآن الكريم، سورة المؤمنون، الآية 51
4. ↑  القرآن الكريم، سورة البقرة، الآية 172
5. ↑  رواه مسلم (1015)
6. ↑  جواز التكني بـ أبي الطيب فهو ليس من أسماء الله - فتوى الإسلام سؤال وجواب نسخة محفوظة 29 يناير 2016 على موقع واي باك مشين.
7. ↑  شرح صحيح مسلم للنووي (7/100)
8. ↑  الصلاة وحكم تاركها ص:214-215

| الرقم | أسماء الله الحسنى | الوليد | الصنعاني | ابن الحصين | ابن منده | ابن حزم | ابن العربي | ابن الوزير | ابن حجر | البيهقي | ابن عثيمين | الرضواني | الغصن | بن ناصر | بن وهف | العباد |
| 142   | الطيب             |        |          |            |          |         |            |            |         |         |            |          |       |         |        |        |
| ----- | ----------------- | ------ | -------- | ---------- | -------- | ------- | ---------- | ---------- | ------- | ------- | ---------- | -------- | ----- | ------- | ------ | ------ |